# Instituto de Química de Sustancias Naturales
Institut de Chimie des Substances Naturelles, o ICSN (Instituto de Química de Sustancias Naturales) es un instituto dependiente del campus del CNRS en Gif-sur-Yvette, situado en el límite del futuro campus de París-Saclay.
Se trata de uno de los mayores institutos públicos franceses de investigación en Química. Cuenta con una plantilla de casi 200 personas en un edificio que data de 1959. El instituto se inauguró oficialmente a finales de 1959 y abrió sus puertas a los primeros investigadores en 1960.
Los departamentos de investigación del ISCN son cuatro:
– Departamento de Quimiobiología
– Departamento de Química de Sustancias Naturales y Química Medicinal
– Departamento de Síntesis Orgánica y Métodos Catalíticos
– Departamento de Química Estructural y Analítica y Biología